# Seznam prezidentů České republiky

Standarta českého prezidenta

Seznam prezidentů České republiky představuje chronologický přehled osob působících v nejvyšší ústavní funkci České republiky, kterou je prezident republiky.
Od vzniku samostatné České republiky v roce 1993 do změny ústavy v roce 2012 probíhala volba hlavy státu nepřímo na společné schůzi obou komor Parlamentu (do ustavení Senátu v roce 1996 pak na schůzi Poslanecké sněmovny). Od roku 2013 se volba koná přímo dvoukolovým systémem. Délka funkčního období prezidenta republiky je pět let, nikdo nemůže být zvolen více než dvakrát za sebou.

## Chronologický přehled
| Pořadí | Portrét      | Jméno (narození–úmrtí)   | Působení v úřadu | Působení v úřadu | Působení v úřadu | Podrobnosti                                                                | Nominant                        | Strana           | Předseda vlády |
| Pořadí | Portrét      | Jméno (narození–úmrtí)   | Nástup           | Odchod           | Délka            | Podrobnosti                                                                | Nominant                        | Strana           | Předseda vlády |
| ------ | ------------ | ------------------------ | ---------------- | ---------------- | ---------------- | -------------------------------------------------------------------------- | ------------------------------- | ---------------- | --- |
| 1.     | Václav Havel | Václav Havel (1936–2011) | 2. února 1993    | 2. února 1998    | 10 let a 0 dní   | zvolen 26. ledna 1993 Poslaneckou sněmovnou                                | 43 poslanců vládní koalice      | nestraník        | Václav Klaus (1993–1997) Josef Tošovský (1997–1998) Miloš Zeman (1998–2002) Vladimír Špidla (2002–2004)                                                      |
| 1.     | Václav Havel | Václav Havel (1936–2011) | 2. února 1998    | 2. února 2003    | 10 let a 0 dní   | zvolen 20. ledna 1998 oběma komorami PČR                                   | poslanci vládní koalice         | nestraník        | Václav Klaus (1993–1997) Josef Tošovský (1997–1998) Miloš Zeman (1998–2002) Vladimír Špidla (2002–2004)                                                      |
| 2.     | Václav Klaus | Václav Klaus (* 1941)    | 7. března 2003   | 7. března 2008   | 10 let a 0 dní   | čestný předseda ODS zvolen 28. února 2003 oběma komorami PČR               | poslanci ODS                    | nestraník        | Vladimír Špidla (2002–2004) Stanislav Gross (2004–2005) Jiří Paroubek (2005–2006) Mirek Topolánek (2006–2009) Jan Fischer (2009–2010) Petr Nečas (2010–2013) |
| 2.     | Václav Klaus | Václav Klaus (* 1941)    | 7. března 2008   | 7. března 2013   | 10 let a 0 dní   | čestný předseda ODS (při zvolení) zvolen 15. února 2008 oběma komorami PČR | poslanci ODS                    | nestraník        | Vladimír Špidla (2002–2004) Stanislav Gross (2004–2005) Jiří Paroubek (2005–2006) Mirek Topolánek (2006–2009) Jan Fischer (2009–2010) Petr Nečas (2010–2013) |
| 3.     | Miloš Zeman  | Miloš Zeman (* 1944)     | 8. března 2013   | 8. března 2018   | 10 let a 0 dní   | čestný předseda SPOZ zvolen 25. a 26. ledna 2013 v přímé volbě             | Vratislav Mynář a 82 856 občanů | SPO(Z) nestraník | Petr Nečas (2010–2013) Jiří Rusnok (2013–2014) Bohuslav Sobotka (2014–2017) Andrej Babiš (2017–2021) Petr Fiala (2021–dosud)                                 |
| 3.     | Miloš Zeman  | Miloš Zeman (* 1944)     | 8. března 2018   | 8. března 2023   | 10 let a 0 dní   | čestný předseda SPO zvolen 26. a 27. ledna 2018 v přímé volbě              | Ivana Zemanová a 103 817 občanů | SPO(Z) nestraník | Petr Nečas (2010–2013) Jiří Rusnok (2013–2014) Bohuslav Sobotka (2014–2017) Andrej Babiš (2017–2021) Petr Fiala (2021–dosud)                                 |
| 4.     | Petr Pavel   | Petr Pavel (* 1961)      | 9. března 2023   | úřadující        | 2 roky a 106 dní | zvolen 27. a 28. ledna 2023 v přímé volbě                                  | Tomáš Kulhánek a 81 083 občanů  | nestraník        | Petr Fiala (2021–dosud) |

## Časová osa
Následující graf ukazuje prezidenty podle věku (žijící prezidenti zeleně), doba jejich působení v úřadu prezidenta je označena modře.